# ナポレオン (フェリー・2代)
ナポレオン（NAPOLEON）は、フランスの会社SNCMが運航していたフェリー。SNCMの同名の船としては2代目である。1976年に就航し、2001年に引退した。この船は2002年にCOMARIT社によって購入され、「ベルカン」(بركان、BERKANE) に改名された。所有者の破産後、2012年にサービスを終了し、スペインで放棄され、2015年に解体された。

## 概要
ナポレオンは1975年にナントのデュビジョン造船所に建設された。これは、フランスとコルシカ島の間のリンクを改善するためにフランス政府によって資金提供された。1976年に新しい国営企業SNCMで就航。1996年に、それは新しいナポレオン・ボナパルトに置き換えられ、フランス、アルジェリア、チュニジアの間の国際的なリンクに移された。
2001年に引退した、2002年にモロッコのCOMARIT会社に売却され、「ベルカン」と改名。モロッコとスペインの間でサービスが開始。2012年にCOMARIT社が破産した後、スペインでは3年間放棄された。2015年、トルコのアリアガ造船所に牽引され、解体された。

## 船内
9デッキ
- 映画[2]

7デッキ
- カフェテリア・レストラン「ル・ビバーク」(LE BIVOUAC)[2]
- レストラン「ラ・マルメゾン」(LA MALMAISON)[2]
- カフェバー 「ル・サロン・デ・エグル」(LE SALON DES AIGLES)[2]

6デッキ
- 1等室（2名×85室・4名×112室）[2]

5デッキ
- 2等寝（2名×61室・4名×81室）[2]
- エントランス
- 案内所
- ブティック
- 座席部屋 (488名)[2]

2デッキ
- 2等寝（2名×30室・4名×58室）[2]

## ギャラリー

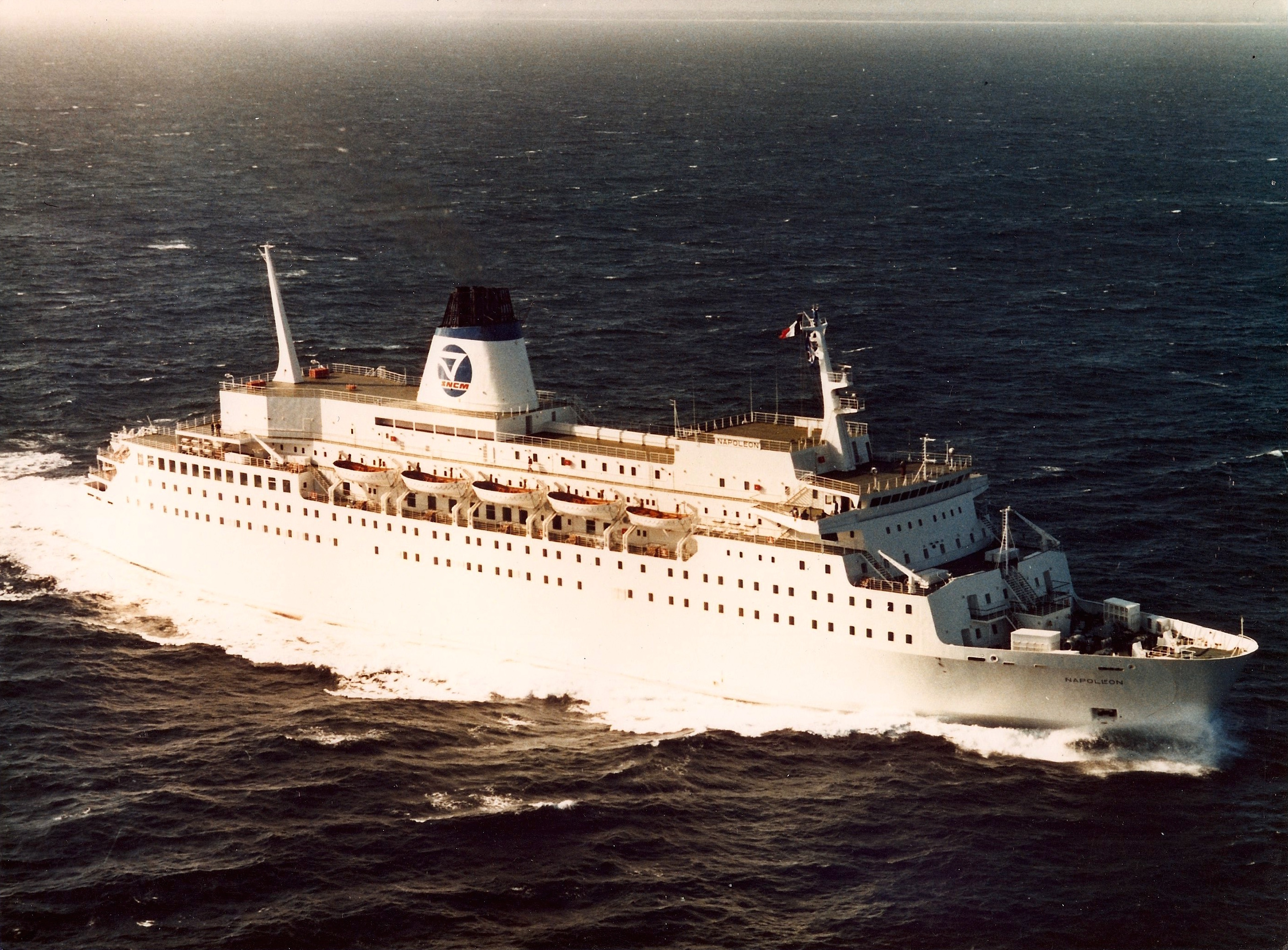
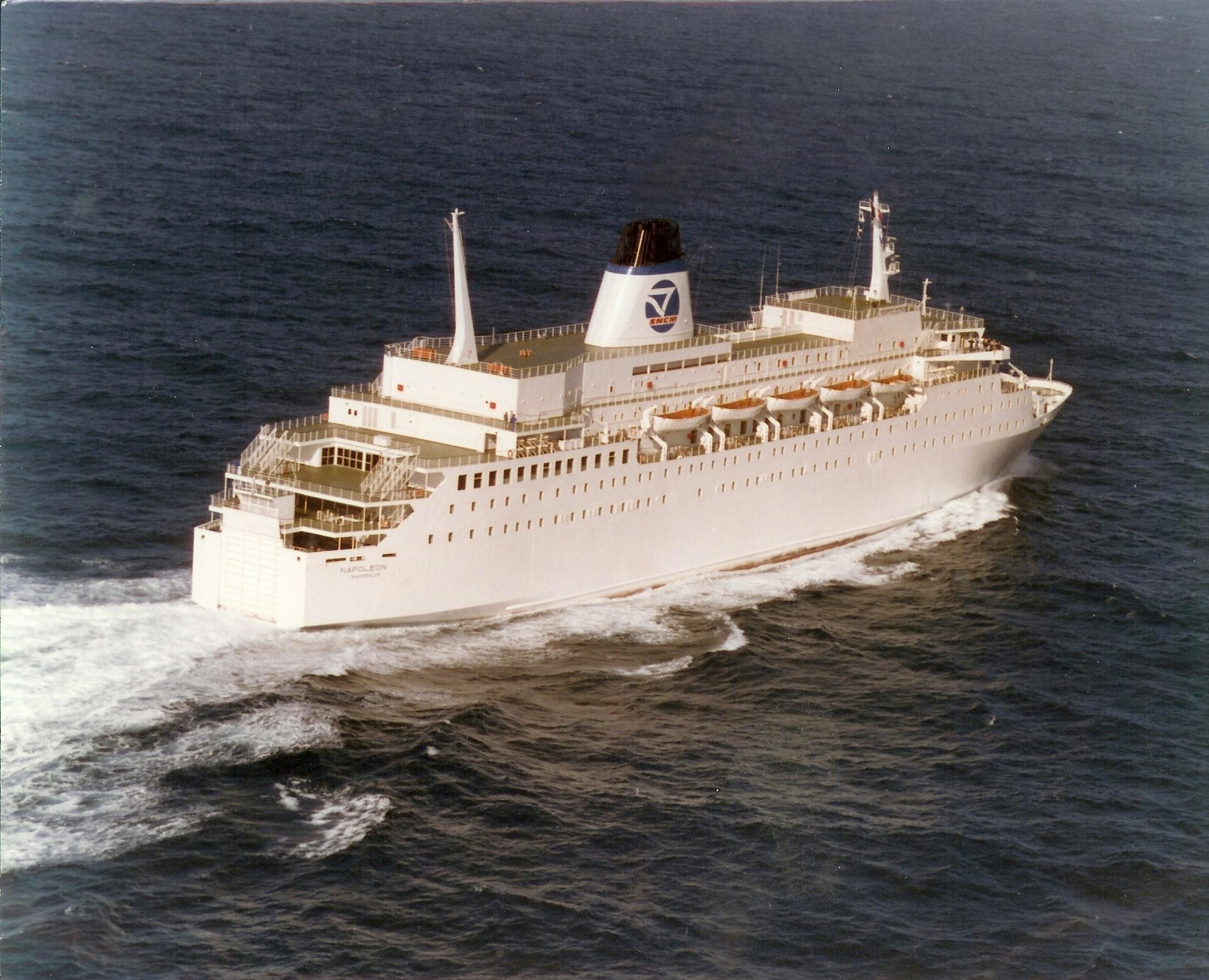
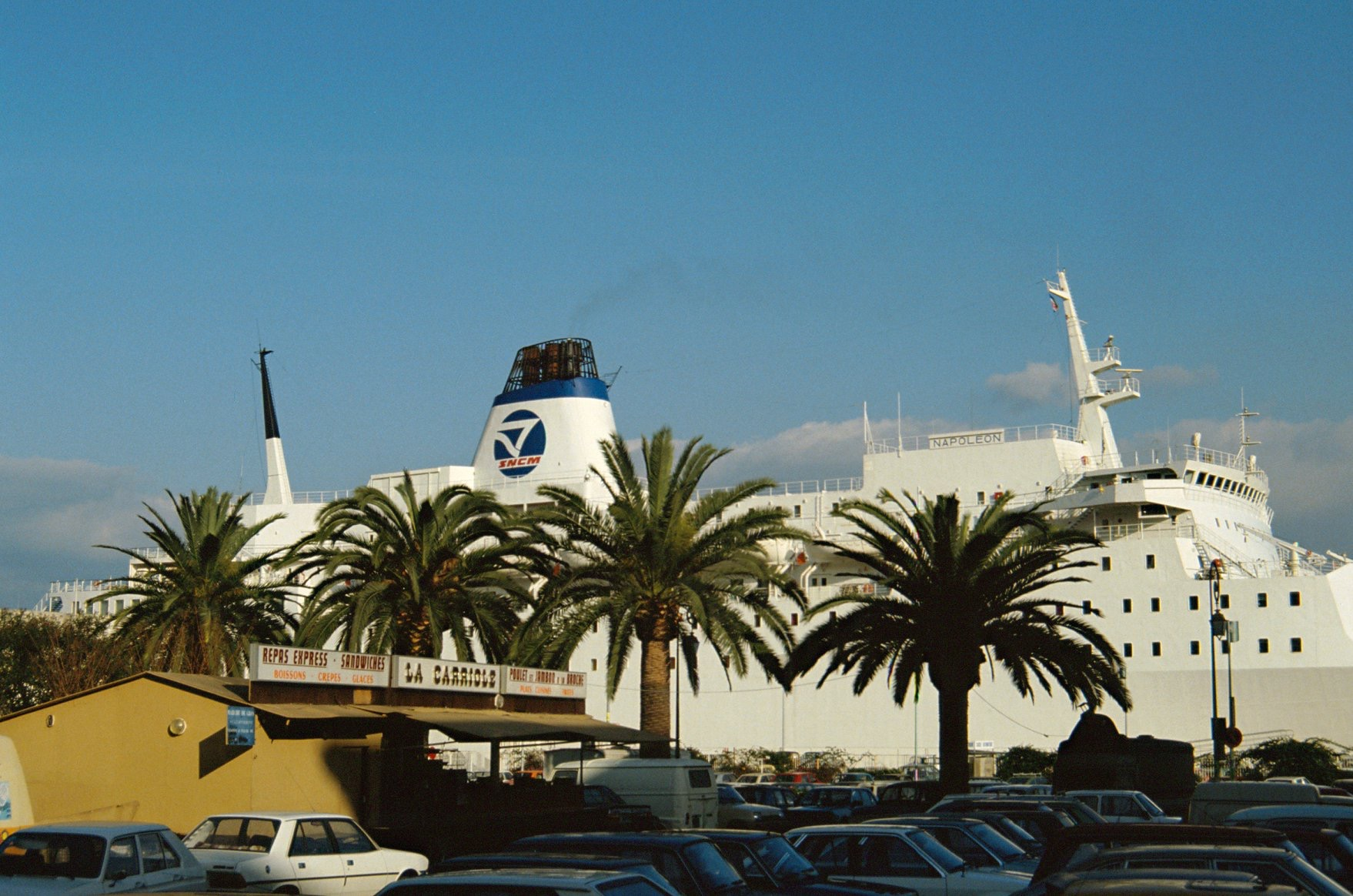
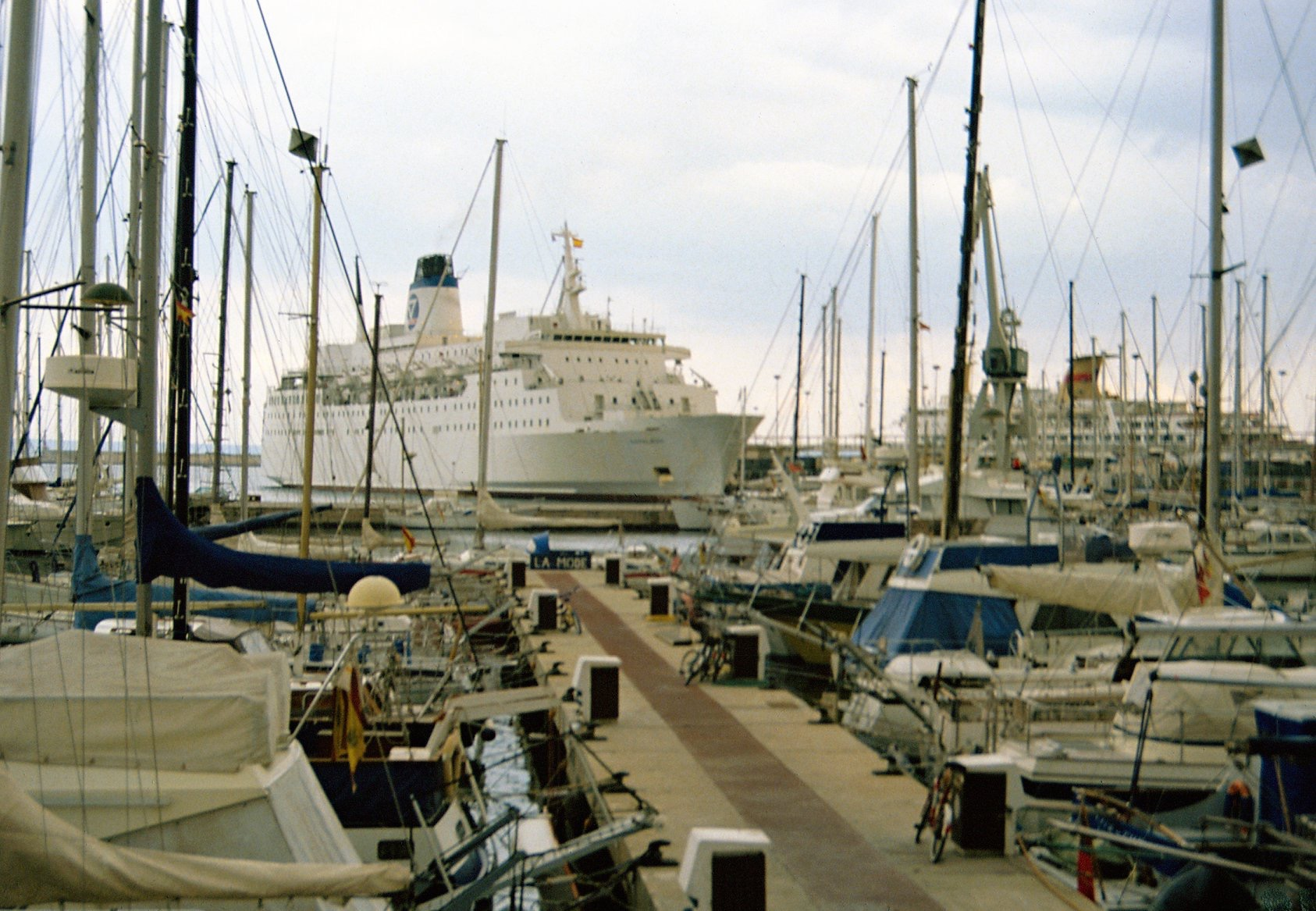
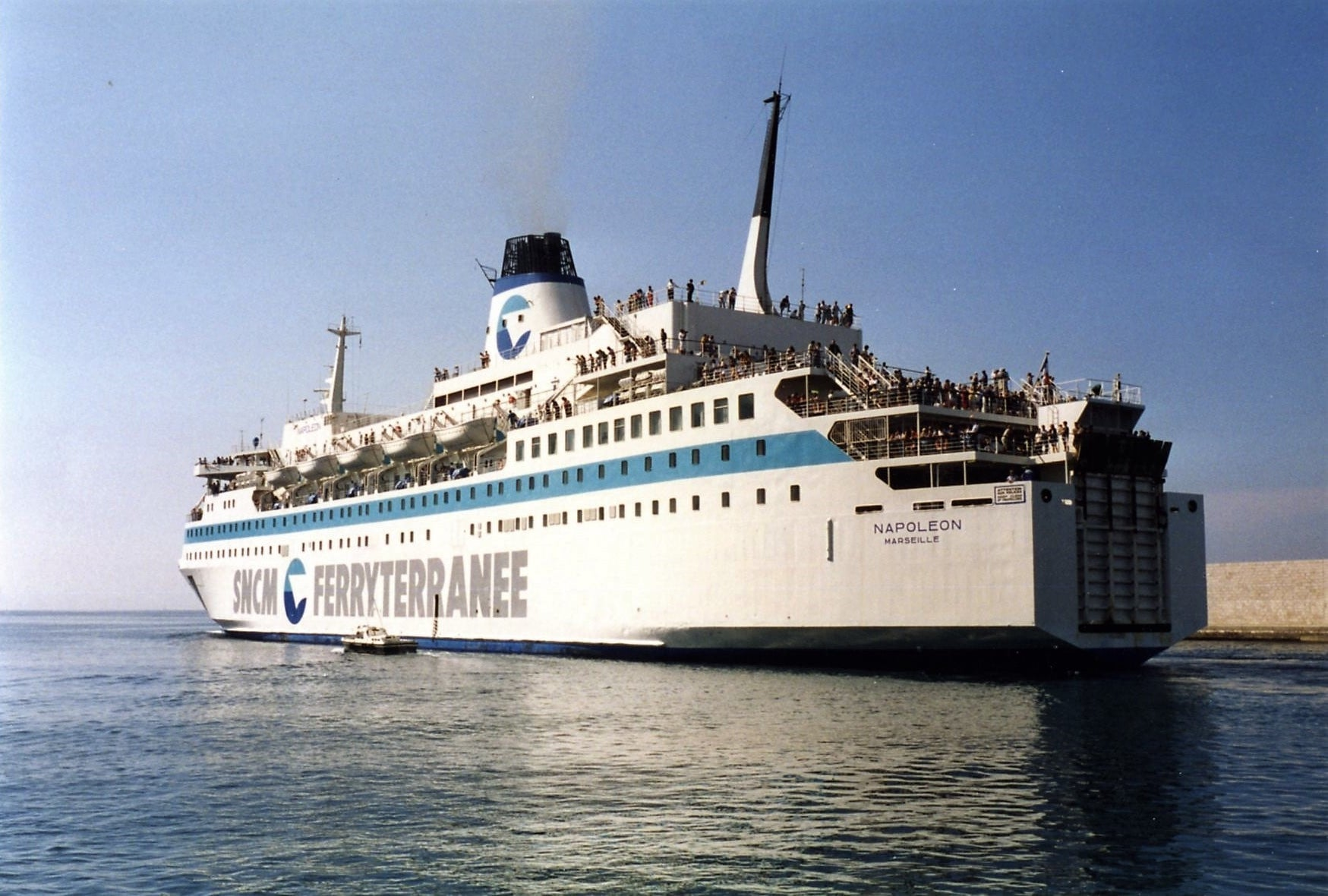
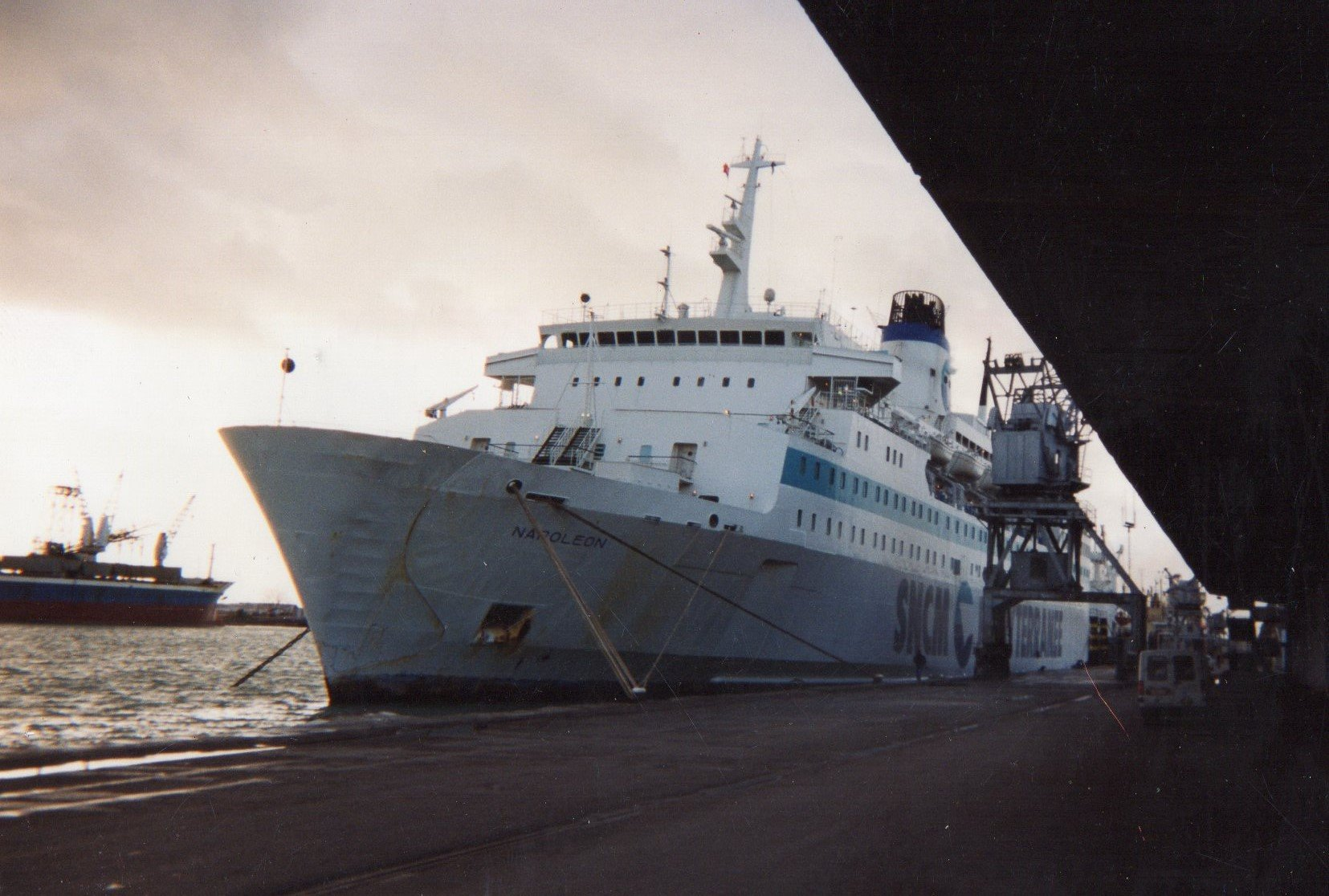

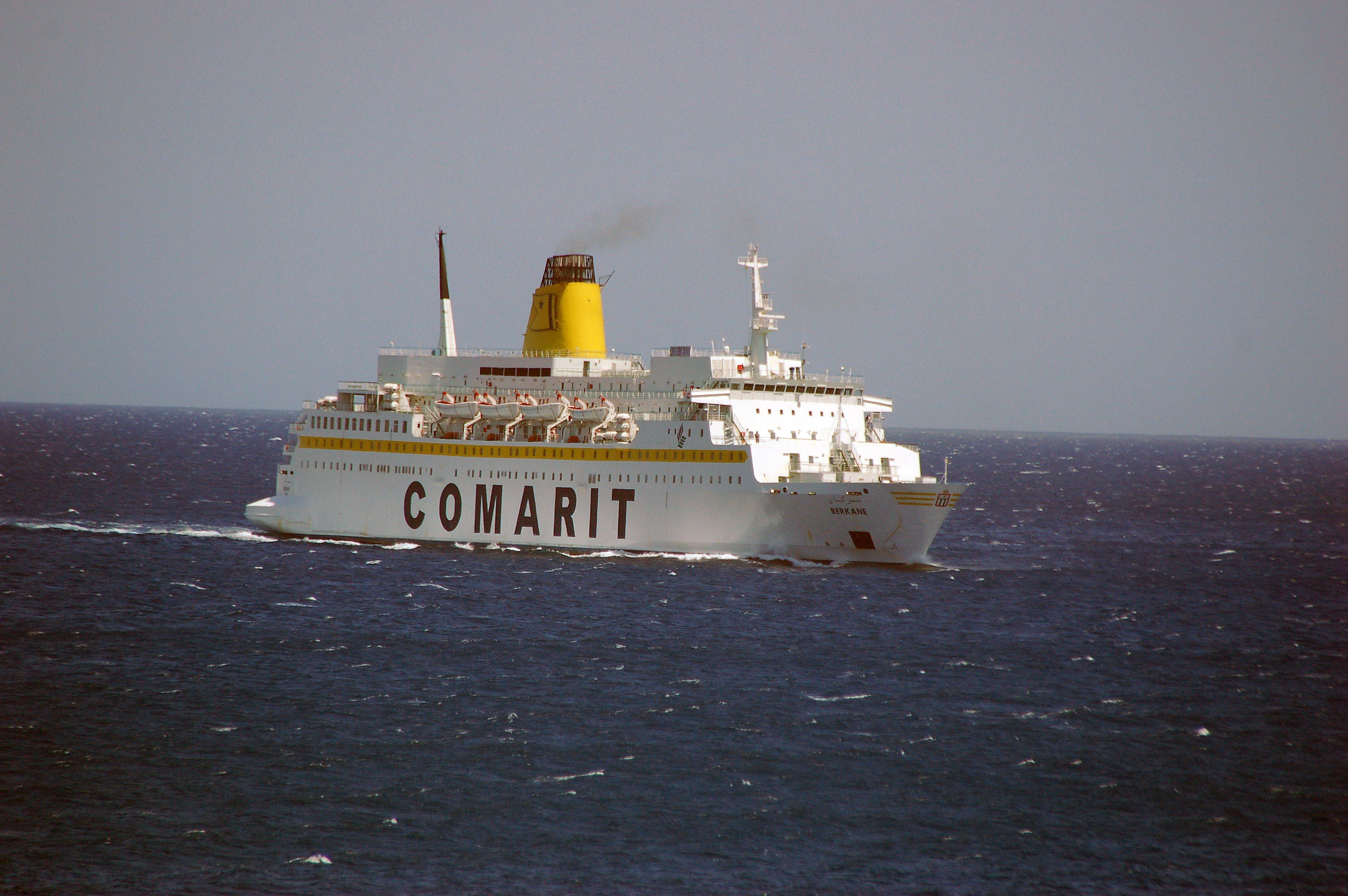
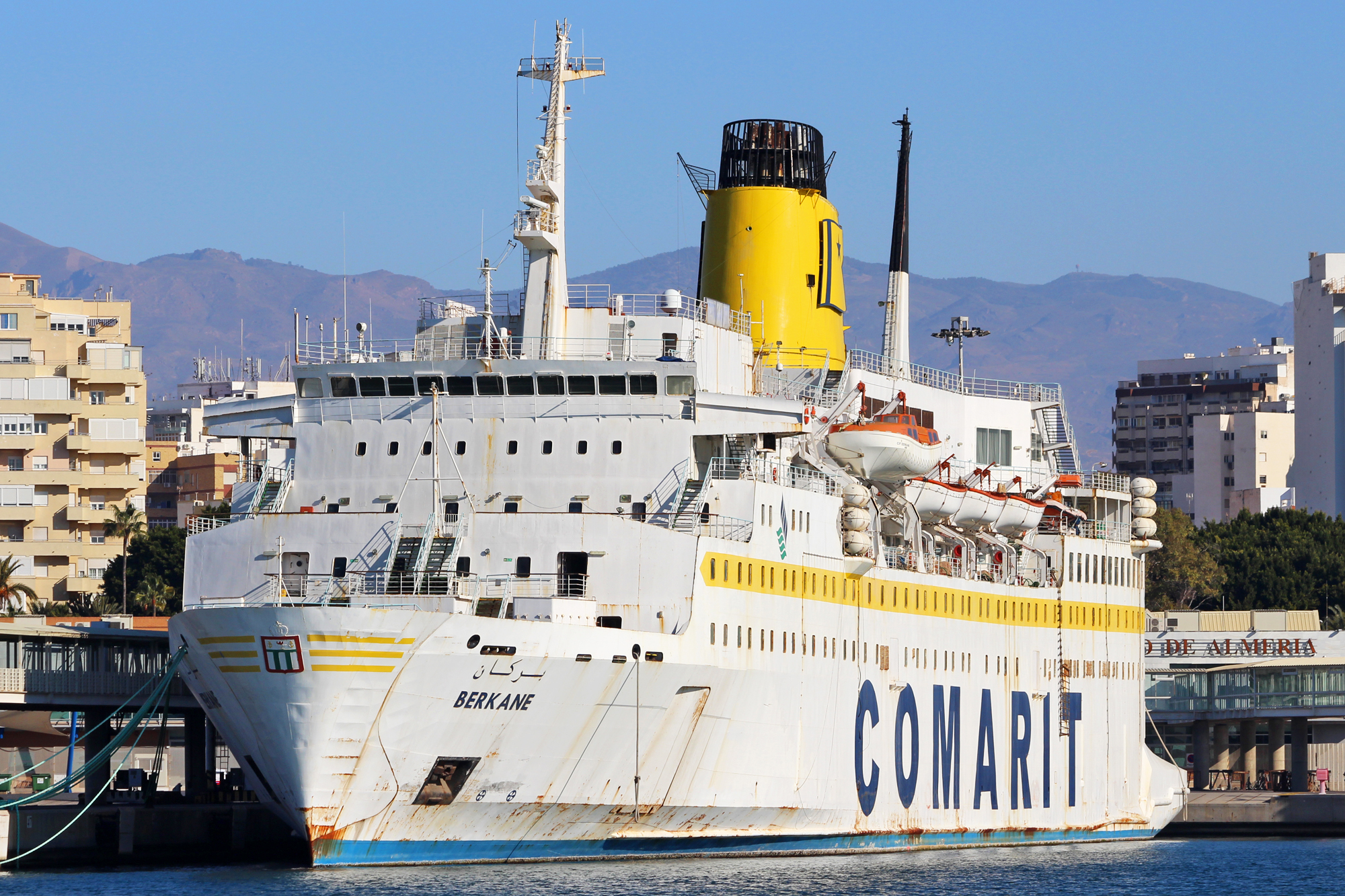

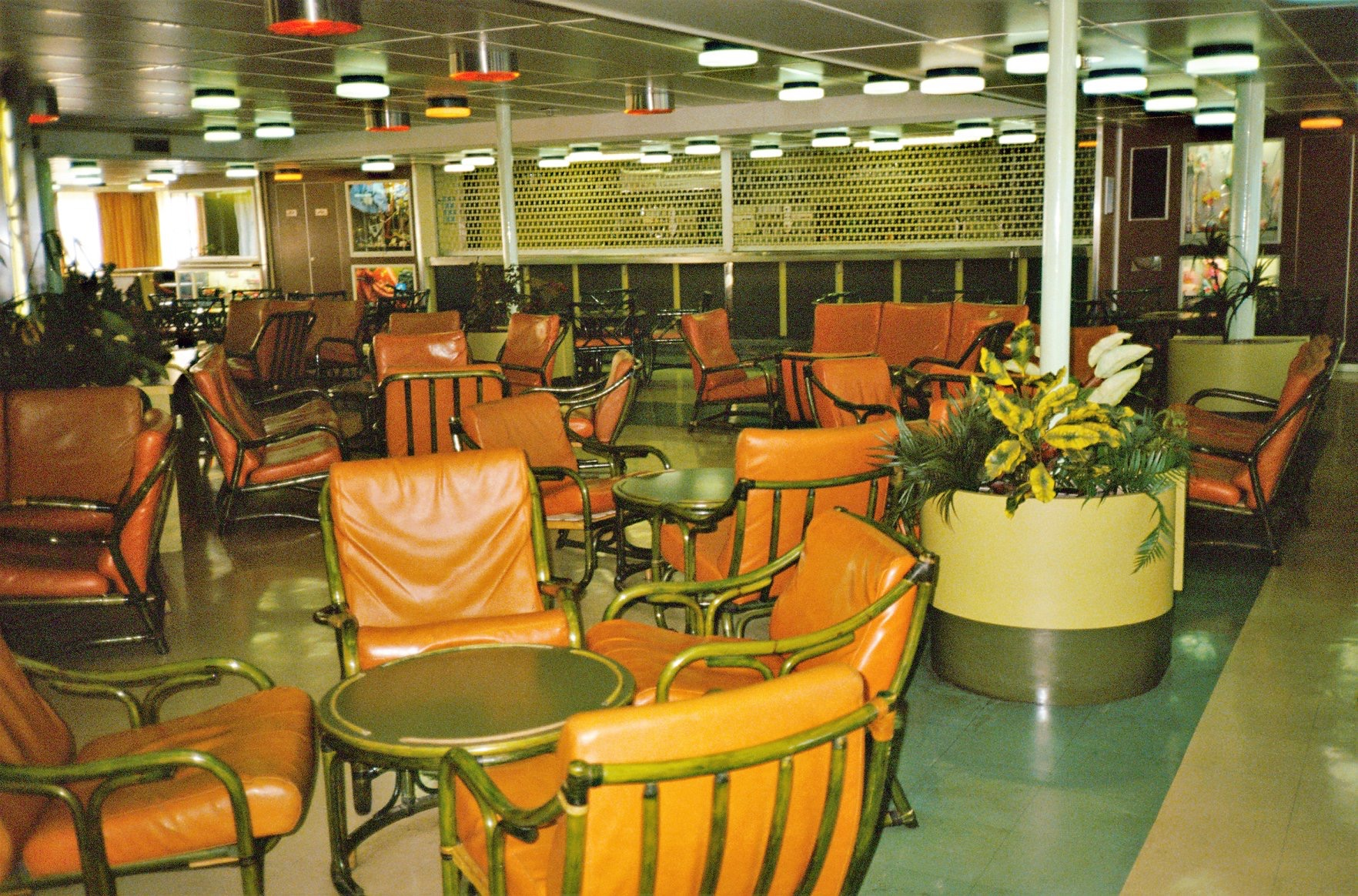
カフェバー 「ル・サロン・デ・エグル」
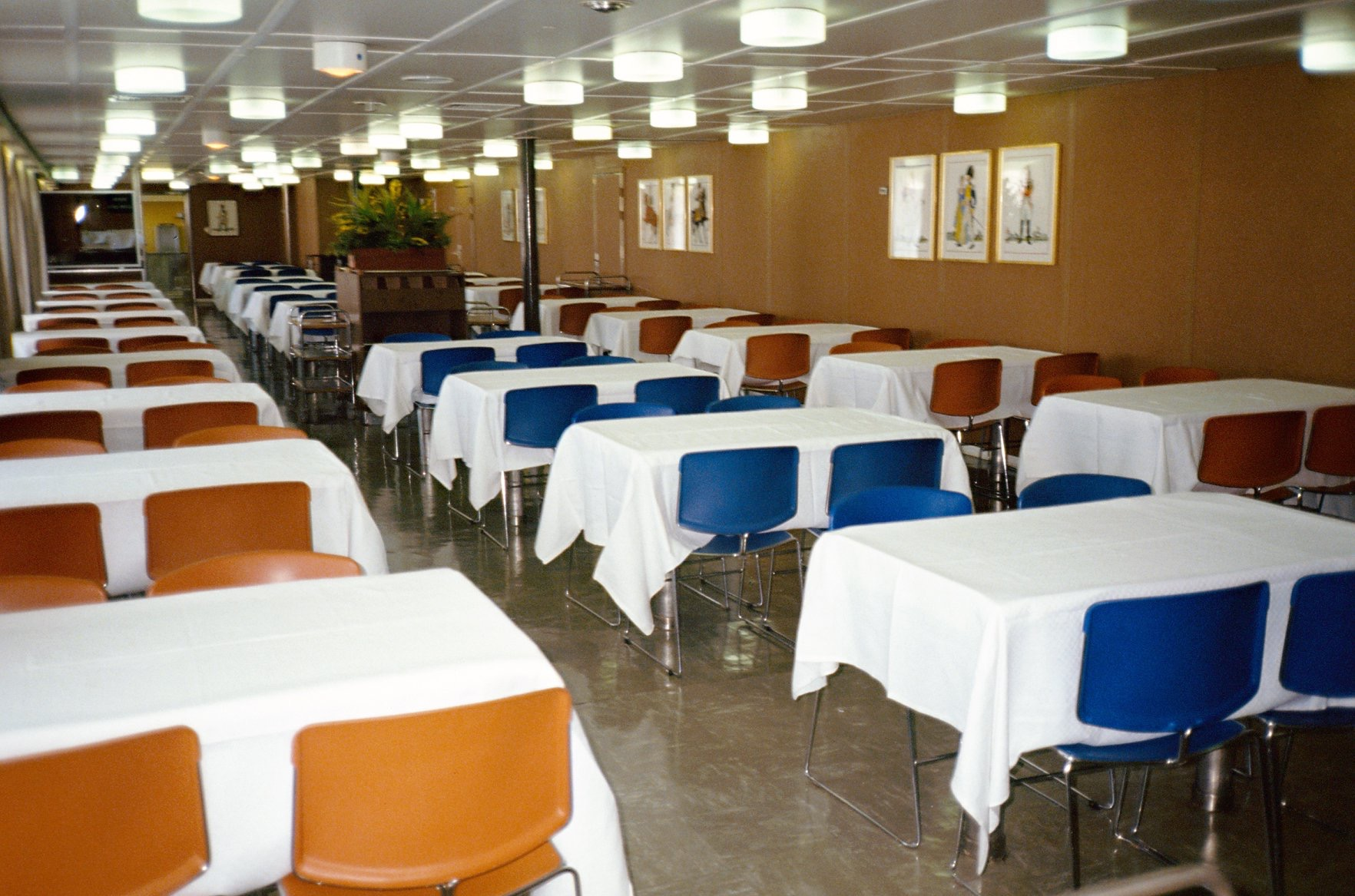
レストラン「ラ・マルメゾン」
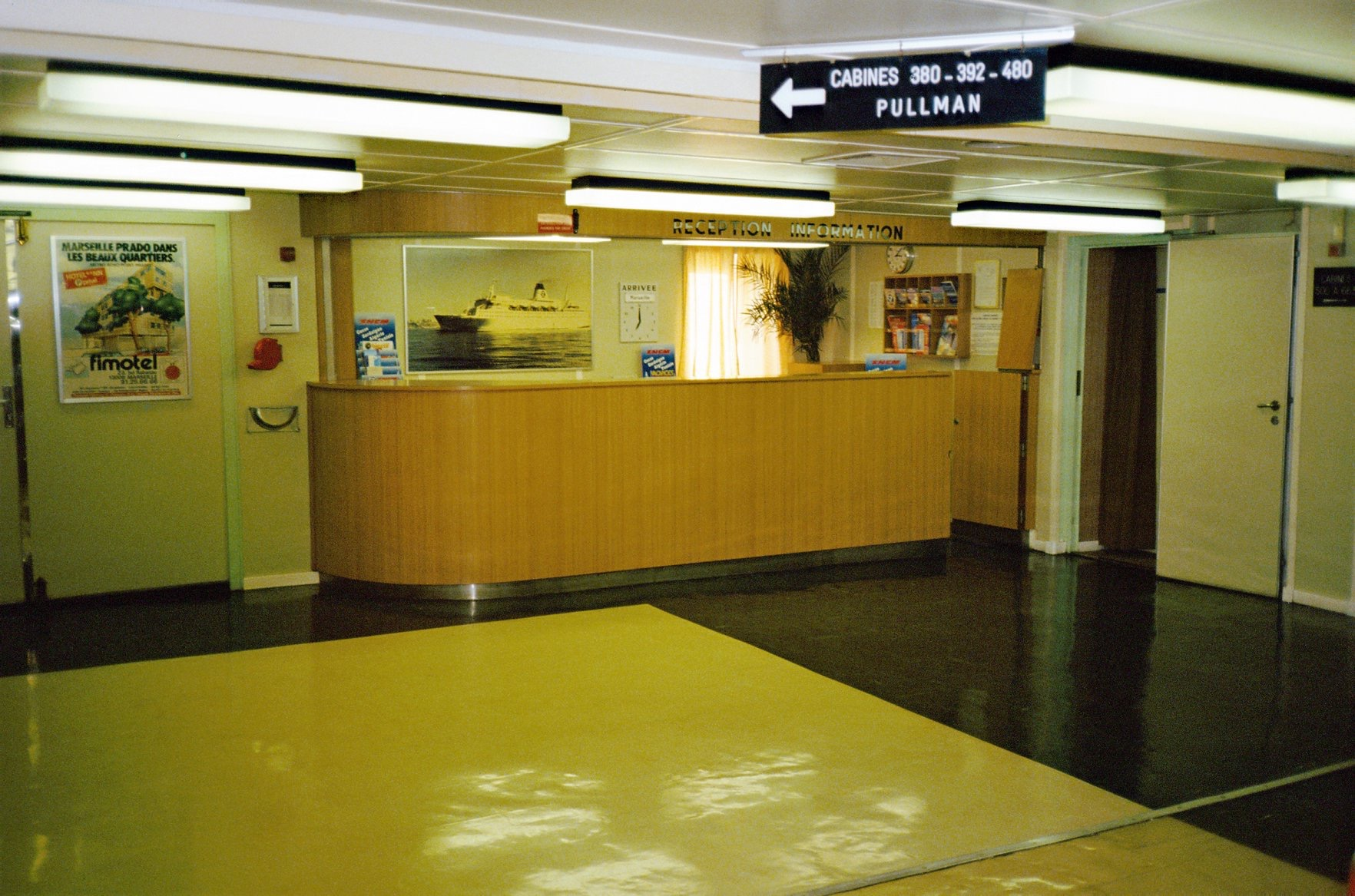
案内所

## 事故・インシデント

### 貨物船テネスとの衝突
1977年9月10日の朝、アジャクシオからマルセイユに到着したとき、ナポレオンはアルジェリアの貨物船「テネス」によってスターボード側で打たれた。 ダメージを抑えるために、船長は船を左に向け、2つの船体が互いに擦れるようにしたため、けが人は出なかった。